# Filomena Embalo
Filomena Araújo Embaló, née en 1956 à Luanda en Angola est une diplomate et écrivaine bissau-guinéenne d'origine angolaise, d'expression portugaise. 
En tant qu'écrivaine, elle est la première femme en Guinée-Bissau à publier un roman. Elle publie aussi des nouvelles et de la poésie. Elle est par ailleurs militante pour les droits des femmes. 

## Biographie

### Jeunesse, formation
Filomena Embaló est née à Luanda la capitale de l'Angola, en 1956. Elle est la fille de parents originaires des îles du Cap-Vert. Elle déménage en Guinée-Bissau lorsqu'elle est jeune adulte, en 1975, et elle y est naturalisée. 
Elle arrive dans ce pays au moment de l'indépendance de la jeune république de Guinée-Bissau, qui façonne une partie de l'identité de Filomena Embaló. Elle part cependant en France étudier les sciences économiques à l'Université de Reims. Elle est titulaire d'un doctorat.

### Carrière littéraire
La Guerre civile de Guinée-Bissau en 1998 et 1999 plonge Filomena Embaló dans une crise d'identité. Elle explore cette crise existentielle dans le premier roman qu'elle écrit, Tiara (« Tiare »), qui est publié en 1999. Premier roman publié par une Bissau-Guinéenne, Tiara traite des retombées du colonialisme dans un pays africain fictif. Il est publié au Mozambique par l'Instituto Camões,.
Filomena Embaló écrit ses œuvres en portugais. Après son roman, elle publie ensuite un recueil de nouvelles, Carta aberta (« Lettre ouverte »), en 2005. Elle s'adonne aussi à la poésie et écrit un recueil de poèmes, Coração cativo (« Cœur captif »), qui est publié en 2008.
Elle écrit également divers articles et contributions dans les magazines et les revues sur l'économie, ainsi que dans les revues littéraires bissau-guinéennes.

### Militantisme
Filomena Embaló est par ailleurs une militante très active pour les droits des femmes en Guinée-Bissau. Elle travaille professionnellement comme diplomate fonctionnaire de l'État, dans le pays même et à l'étranger,. Elle travaille ensuite dans des ONG, dont l'Union latine avant sa dissolution en 2012.

## Œuvres
- Tiara, Instituto Camões, coll. « Colecção Lusófona », 1999 (ISBN 978-972-566-200-7).
- Carta aberta (recueil de nouvelles), 2005.
- Coração cativo (recueil de poésie), 2008.